# Gibreel Ali
Gibreel Ali (arabisch جبريل علي; geb. 1924 in Daiong, Jonglei) ist ein ehemaliger sudanesischer Sportschütze.
Er trat bei den Olympischen Sommerspielen 1960 in Rom an. Mit dem Kleinkalibergewehr erreichte er im Dreistellungskampf Platz 72 und im liegenden Anschlag Rang 80.